# シャトールー
シャトールー（シャトルー）(Châteauroux 発音例)はフランス中央部、サントル＝ヴァル・ド・ロワール地域圏の都市である。アンドル県の県庁所在地。ベリー地方（旧ベリー公領）内においてはブールジュに次いで2番目に大きな街である。
市の面積は25.54km2、人口は約4万人。近隣市を併せた人口は約6万6千人で、シャトールー都市圏としては約9万人の人口を有する。

## 姉妹都市
- ギュータースロー（ドイツ）
- Bittou（ブルキナファソ）
- オルシュティン（ポーランド）

## スポーツ
フランスの2部のサッカーリーグ、リーグ・ドゥに所属するLBシャトールーの本拠地である。
ヨーロッパ最大規模の射撃場であるフランス国立射撃場が立地し、2024年パリオリンピック会場として使用された。

## 関係者
- 居住その他ゆかりある人物
- ジョルジュ・サンド（女流作家）
  - フレデリック・ショパンとの1838年のマヨルカ島への逃避行から始まり、シャトールー近郊ノアンでサンドの子ら含め4人で同棲。以降も1846-1847年頃まで、夏季のヴァカンスでノアンで過ごす。1839年からパリ9区ピガル通り (rue Pigalle) 16番地のサンドの家で同棲。1842年にパリ9区テブー通り (rue Taitbout) 80番地のスクワール・ドルレアン (Square d'Orléans) の隣同士の番地建物で暮らした。別離のすぐ後、ショパンはヴァンドーム広場界隈で居住死去。